# پلانواز
پلانواز (به فرانسوی: Planoise) یک سکونتگاه مسکونی در فرانسه با جمعیت ۲۱٬۰۰۰ نفر است.

## نگارخانه

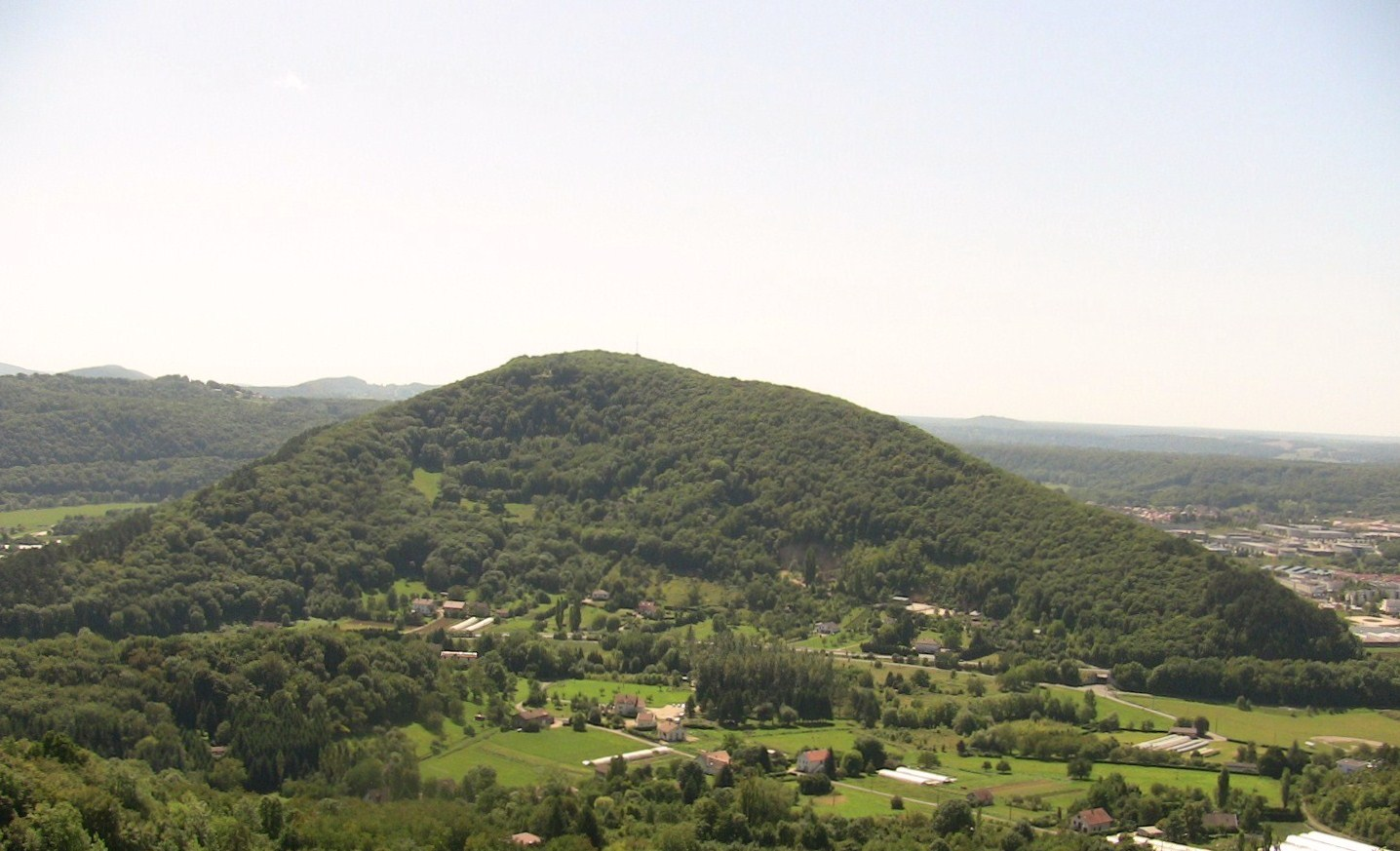
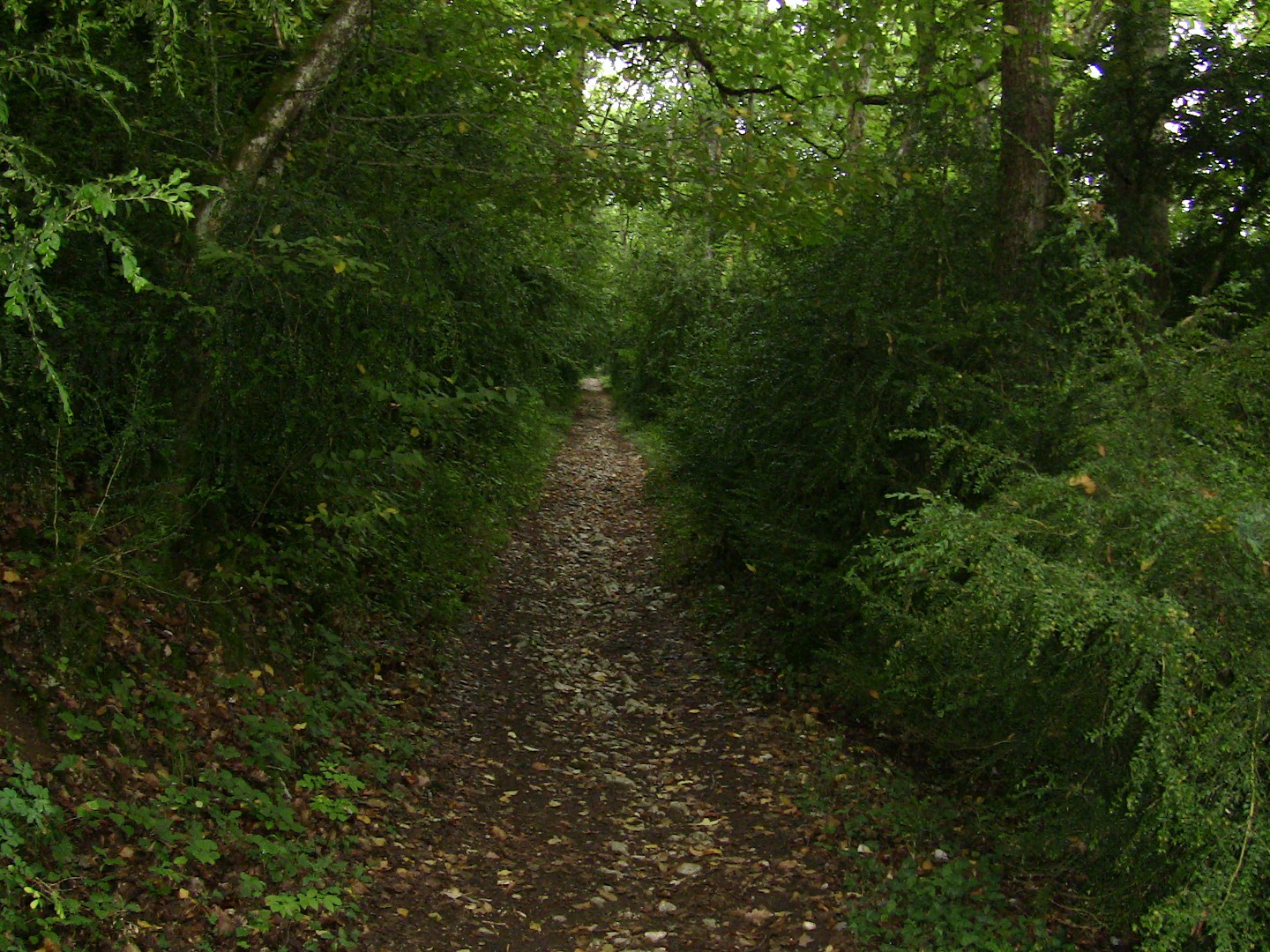
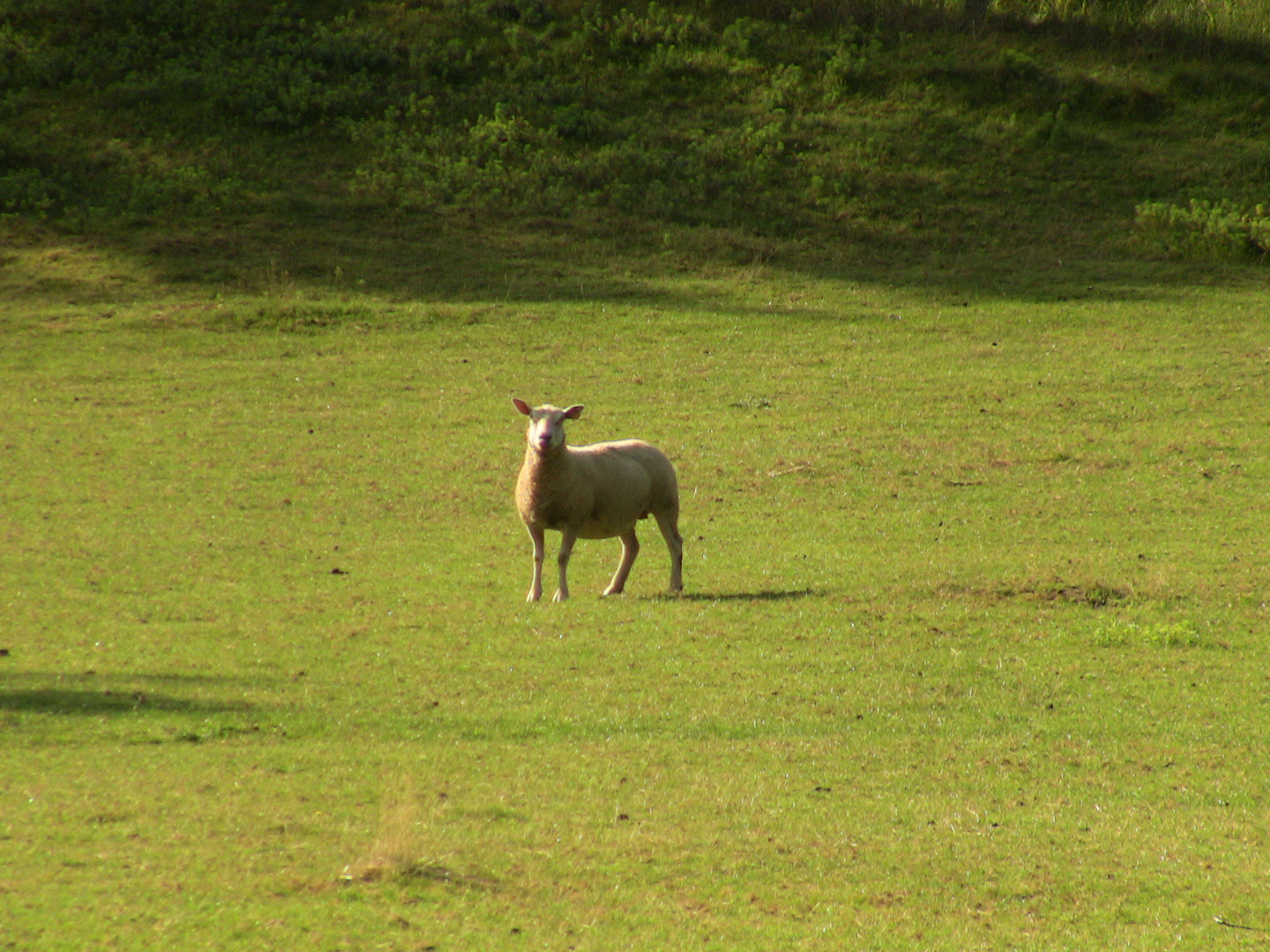
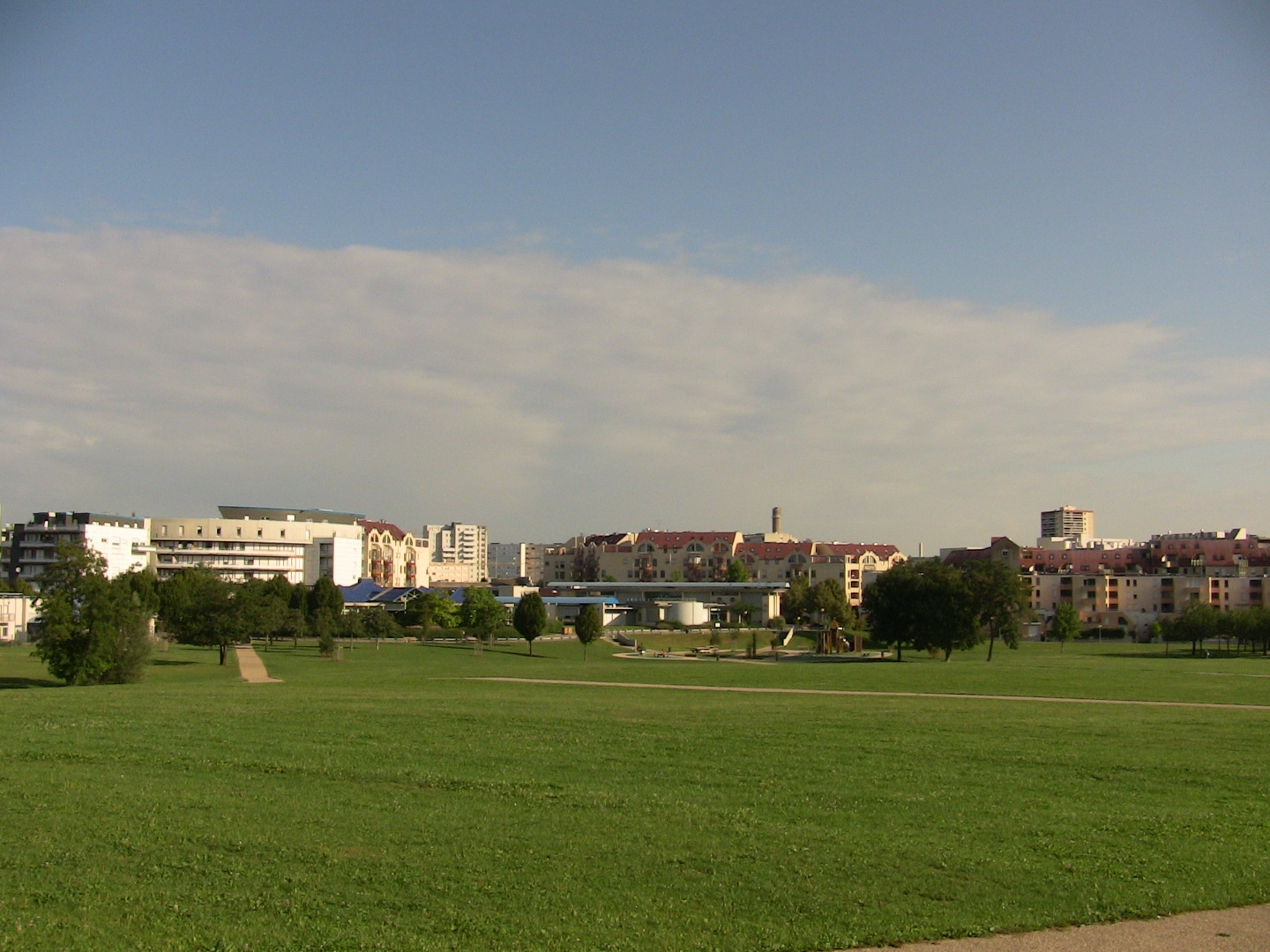